# Airman First Class

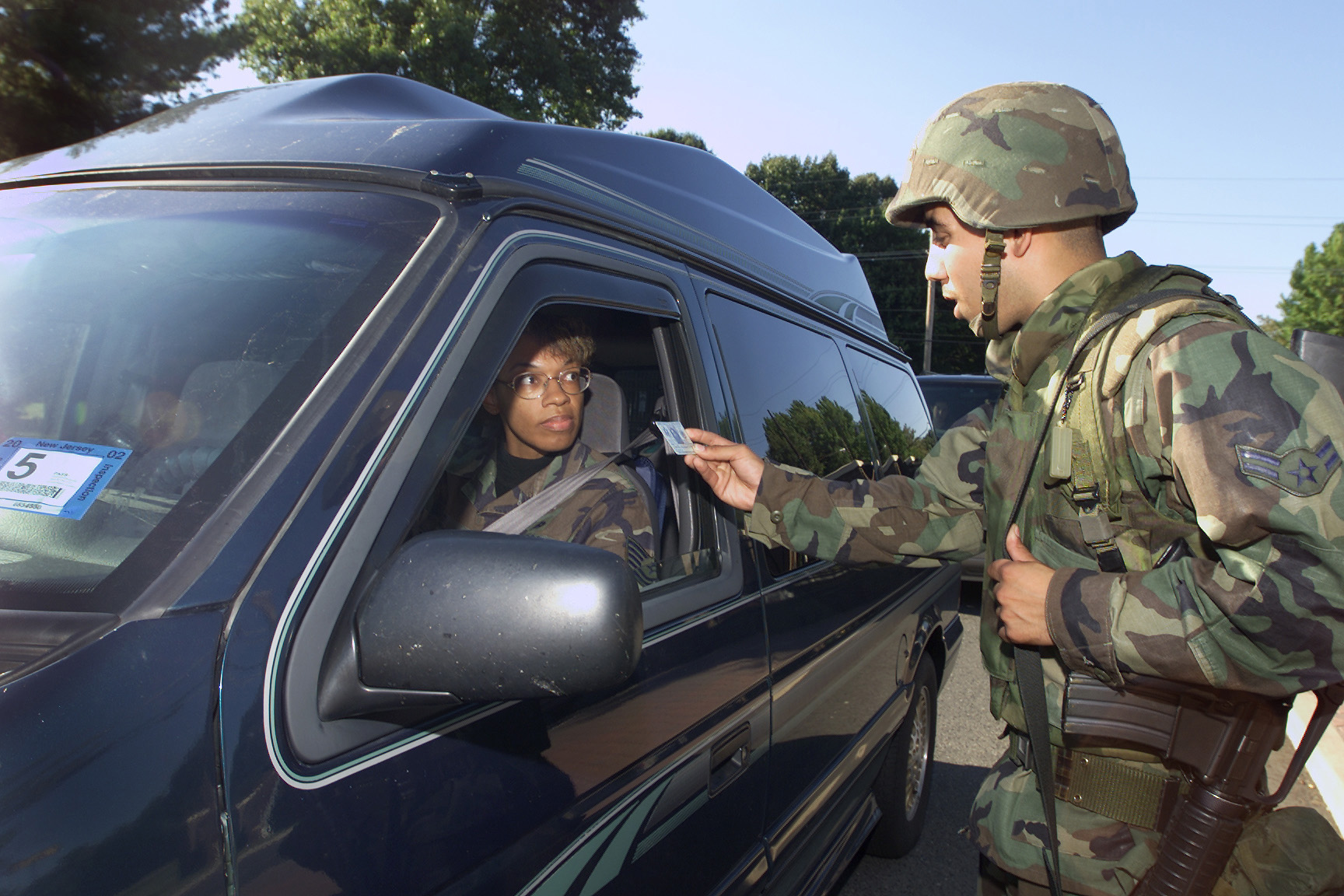
A1C

Airman First Class-Abzeichen

Airman First Class ist ein Dienstgrad (OR-3) der US Air Force.
In der US Air Force ist der Airman First Class (A1C) der drittniedrigste Dienstgrad, gefolgt vom Senior Airman. Aus dem zweitniedrigsten Rang Airman wird ein Soldat frühestens nach sechzehnmonatigem Dienst befördert. Ein Airman First Class soll den Air Force-Standards entsprechen und grundlegende Führungsqualitäten beherrschen. Die übliche Anrede lautet Airman, in formellen Situationen wird jedoch der vollständige Dienstgrad genannt.
| Dienstgrad        |                    |                      |
| niedriger: Airman | Airman First Class | höher: Senior Airman |